# Maison Moonen

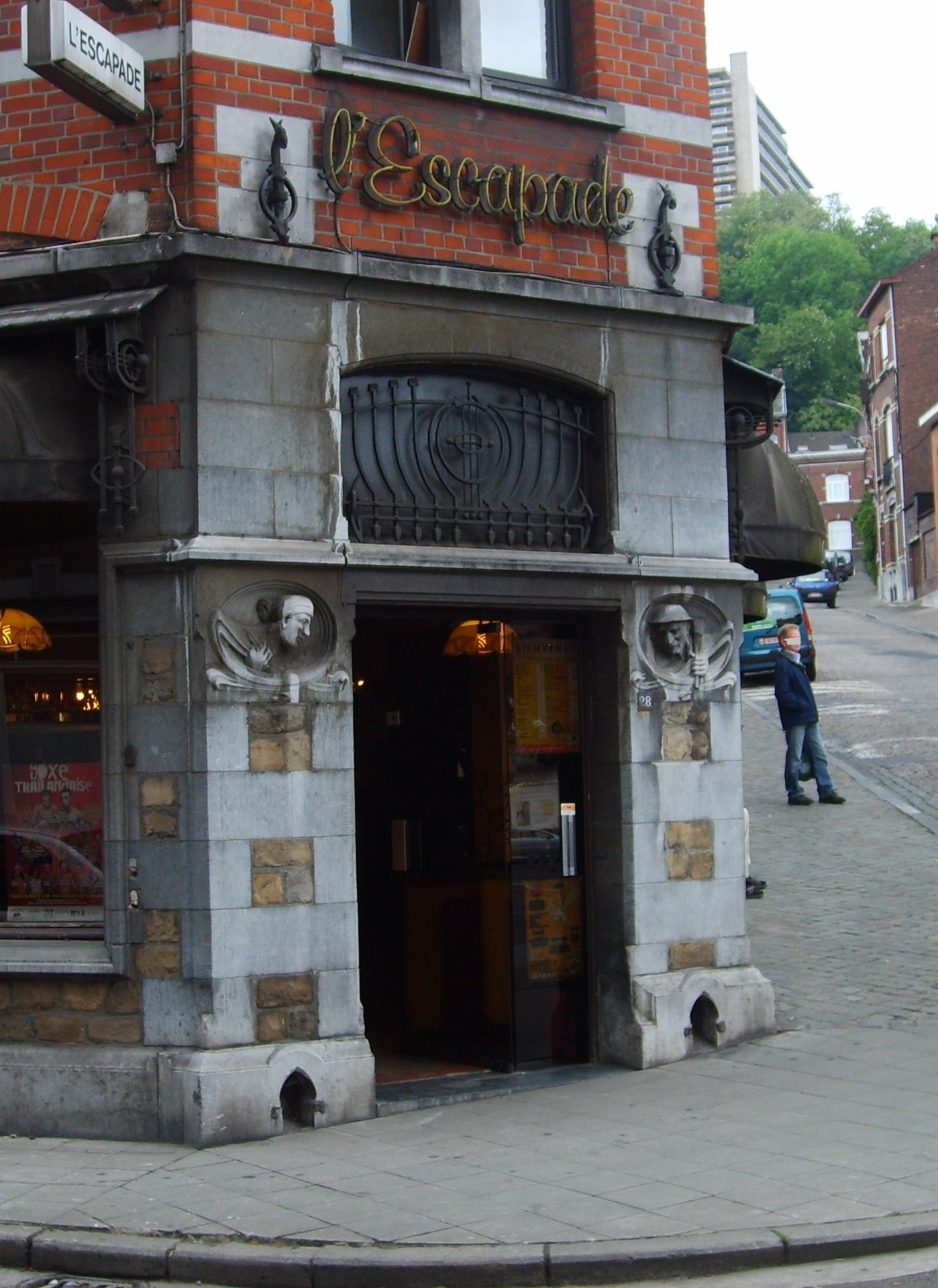
Maison Moonen

Maison Moonen is een winkelpand in art-nouveaustijl, gelegen aan de Rue du Laveu 28 in de wijk Laveu in de Belgische stad Luik.

## Context
In Luik, zoals ook in grote delen van België, heeft de art-nouveaustijl een grote bloei gekend. Alleen al in Luik vindt men een 200-tal huizen in deze stijl.

## Geschiedenis

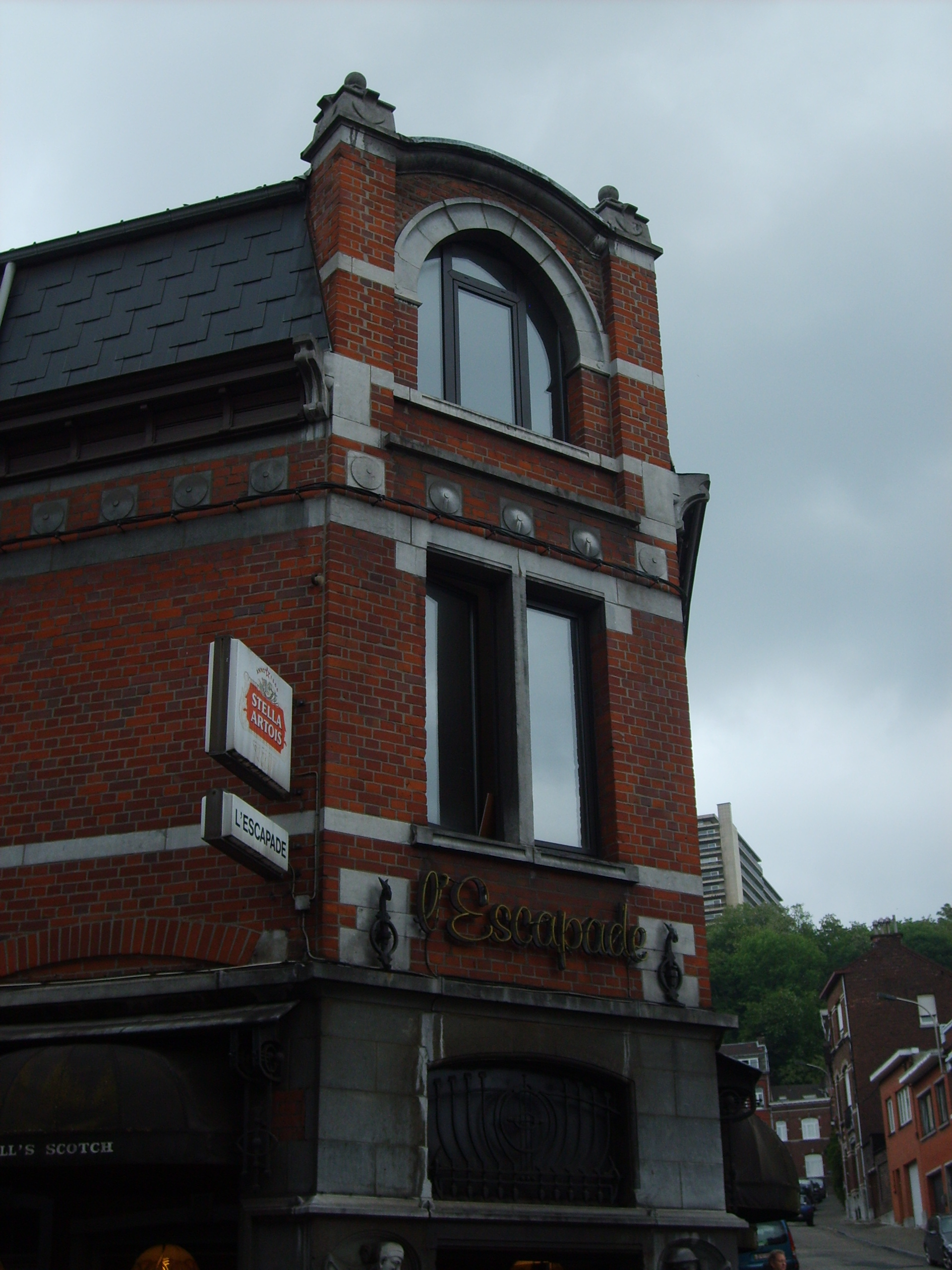
Maison Moonen, voorgevel

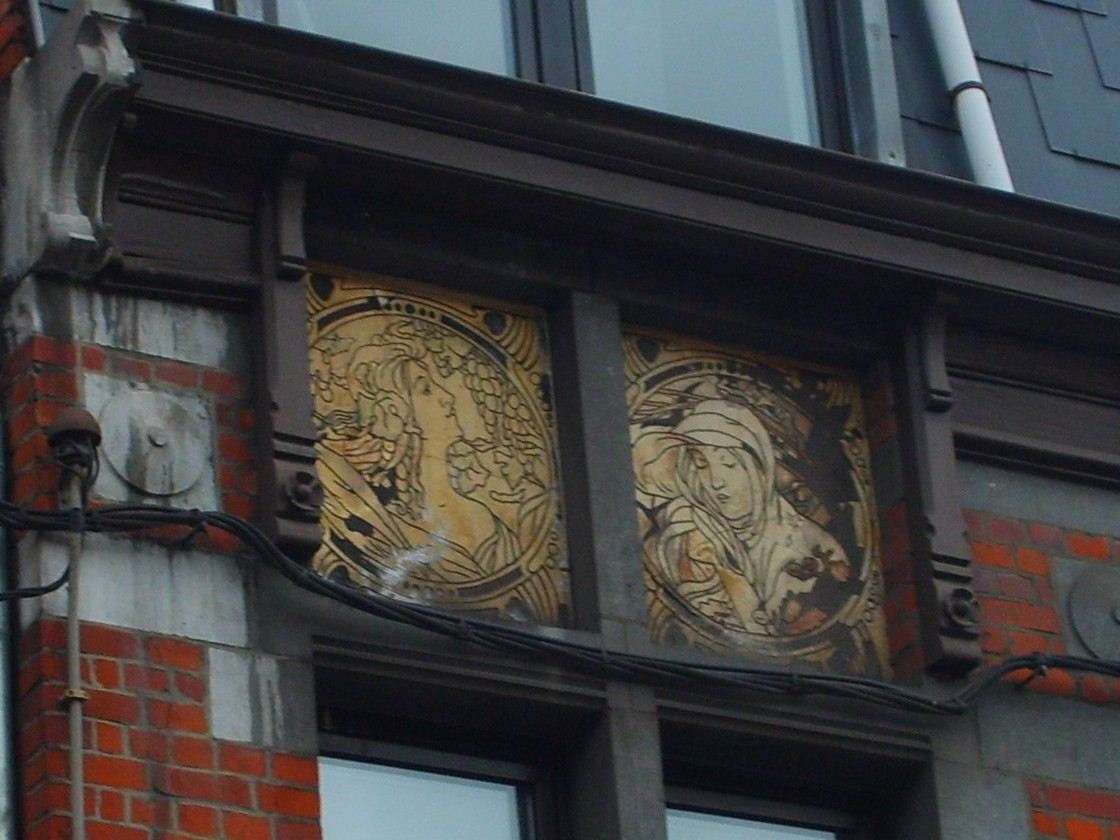
Maison Moonen, sgraffiti in 2006

Het is een hoekhuis, waarvan de benedenverdieping een winkelbestemming had. Het werd ontworpen voor Alfred Moonen, die schoenmaker was. Het werd gebouwd in 1903 naar ontwerp van Victor Rogister. Het was gedurende lange tijd in gebruik als schoenwinkel en schoenenmagazijn. Tegenwoordig huist het café L'Escapade in het gebouw.

## Beschrijving
Het huis heeft drie verdiepingen, waarvan de bovenste een mansardezolder is, maar de voorgevel loopt in het verlengde ervan door op deze verdieping en heeft ook een groot venster. Het huis is gebouwd in rode baksteen en is rijkelijk voorzien van natuurstenen elementen. Vele daarvan zijn gebeeldhouwd. Typerend is het gebruik van stenen waarop een schijf is gebeeldhouwd (disque bombé), dat de architect hier voor het eerst heeft toegepast.
Er zijn sierlijke muurankers, een hek in siersmeedwerk, en aan beide zijgevels een tweetal afbeeldingen in sgraffito, van vrouwenbustes, welke allegorische voorstellingen van de vier seizoenen verbeelden.